# Pumacachocochuchut
Pumacachocochuchut är en ort i Mexiko.   Den ligger i kommunen Olintla och delstaten Puebla, i den sydöstra delen av landet, 170 km öster om huvudstaden Mexico City. Pumacachocochuchut ligger 719 meter över havet och antalet invånare är 820.
Terrängen runt Pumacachocochuchut är kuperad. Runt Pumacachocochuchut är det ganska tätbefolkat, med 207 invånare per kvadratkilometer. Närmaste större samhälle är Olintla, 4,2 km väster om Pumacachocochuchut. I omgivningarna runt Pumacachocochuchut växer i huvudsak städsegrön lövskog.